# Campanula jadvigae
Campanula jadvigae är en klockväxtart som beskrevs av Alfred Alekseevich Kolakovsky. Campanula jadvigae ingår i släktet blåklockor, och familjen klockväxter. Inga underarter finns listade i Catalogue of Life.